# Diccionario de autoridades
El término  Diccionario de autoridades es el nombre con el que se conoce popularmente al Diccionario de la lengua castellana, en que se explica el verdadero sentido de las voces, su naturaleza y calidad, con las frases o modos de hablar, los proverbios o refranes, y otras cosas convenientes al uso de la lengua que, publicado entre 1726 y 1739, fue el primer diccionario de la lengua castellana editado por la Real Academia Española.

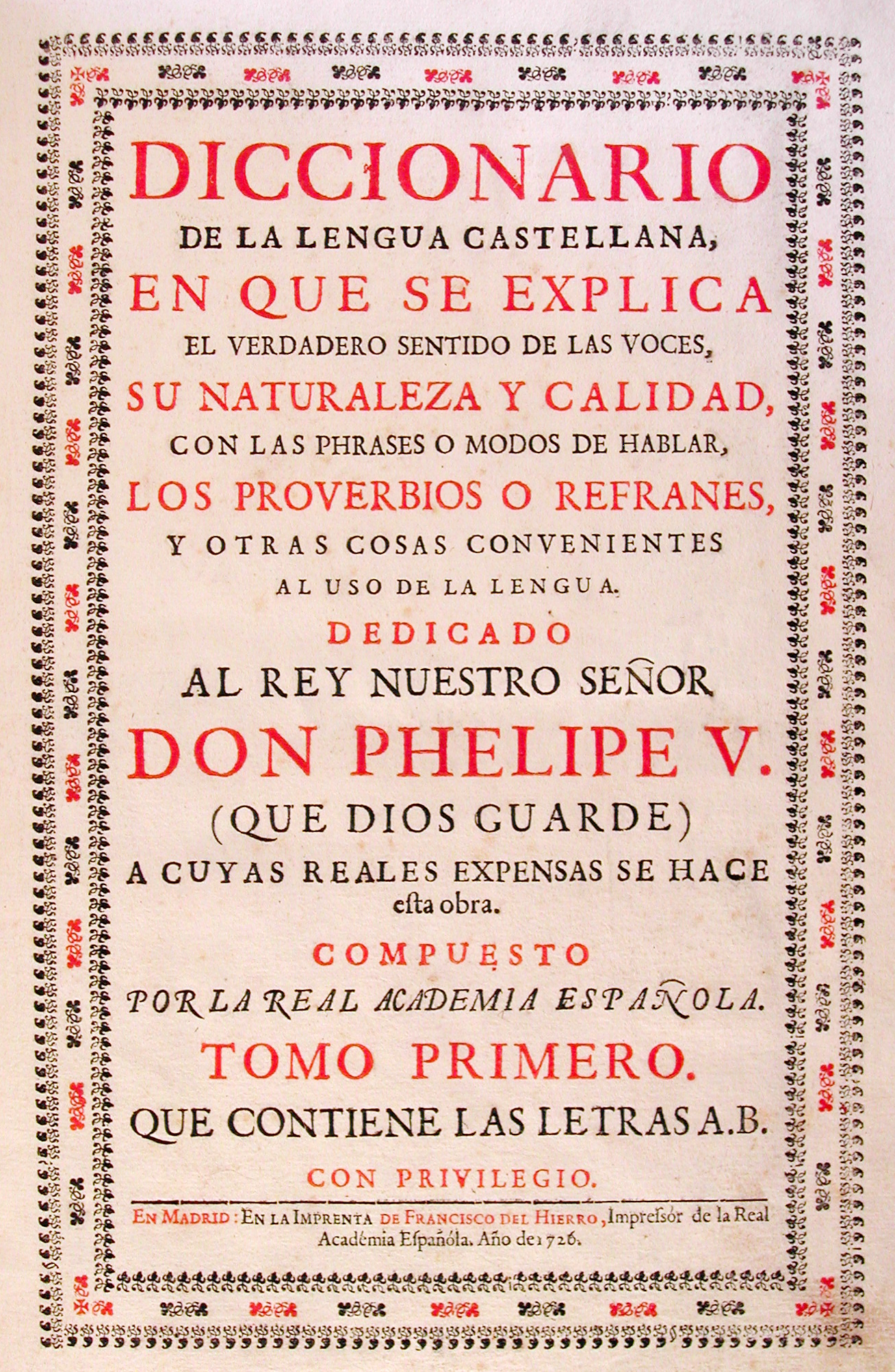
Primer tomo (1726) del Diccionario de autoridades.

## Información histórica
El Diccionario de la lengua castellana, en que se explica el verdadero sentido de las voces, su naturaleza y calidad, con las phrases o modos de hablar, los proverbios o refranes, y otras cosas convenientes al uso de la lengua,  conocido como  Diccionario de autoridades es el primer diccionario confeccionado por la Real Academia Española (RAE), que en 1713 siguió a los ya existentes de las academias de la lengua francesa e italiana, la Académie française y la Accademia della Crusca, respectivamente. Se construye esta obra pensando que una lengua necesita contar con una norma culta sustentada en el uso de los mejores escritores.
En el prólogo se establecen los criterios lexicográficos y ortográficos que seguirá la RAE, así como su lema: Limpia, fija y da esplendor, que hace referencia a una de las mayores preocupaciones de los primeros académicos, la pureza del castellano: se veía como una lengua que ya había alcanzado su perfección con los escritores del Siglo de Oro y que podía corromperse por el paso del tiempo, por los neologismos y por el mal uso de la lengua por parte de ciertos hablantes, entre otros los afrancesados, pues se miraba con recelo el préstamo abusivo del francés.[cita requerida]
El Diccionario de autoridades intenta establecer un modelo lingüístico y estandarizado para el castellano, incluyendo las palabras más comunes y mejorando la obra de su mejor precursor, el Tesoro de la lengua castellana o española, escrita por Sebastián de Covarrubias y publicada en 1611. Esa obra era pionera de los diccionarios monolingües en Europa y está mencionada en el prólogo por sus virtudes y defectos.
El modelo para la estructura y el diseño del diccionario fue el Vocabolario della Crusca, el diccionario italiano cuya tercera edición fue publicada en 1691 por la Accademia della Crusca, y la academia intentó incluir palabras cortesanas como sus ejemplos en italiano y francés, pero también palabras comunes de arte y ciencias, al estilo de su tiempo, durante la Ilustración; dice en el prólogo:

De las voces propias pertenecientes à Artes liberales y mechánicas ha discurrido la Académia hacer un Diccionario separado, quando este se haya concluido por cuya razón se ponen sólo las que han parecido más comunes y precisas al uso y que se podían echar menos...

Este diccionario se conoce como «de autoridades» por tener en los artículos citas de autores que ejemplifican o corroboran la definición dada con el objetivo de autorizar el uso de las voces y representar el "bien hablar y escribir"; tal y como se indica, respetando la grafía y acentuación originales, en la página II del primer volumen:

Como basa y fundamento de este Diccionario, se han puesto los Autóres que ha parecido à la Académia han tratado la Lengua Españóla con la mayor propriedád y elegáncia: conociéndose por ellos su buen juicio, claridád y proporción, con cuyas autoridades están afianzadas las voces, y aun algunas, que por no practicadas se ignóra la noticia de ellas, y las que no están en uso, pues aunque son próprias de la Lengua Españóla, el olvido y mudanza de términos y voces, con la variedád de los tiempos, las ha hecho yá incultas y despreciables...

Entre los autores y obras utilizados como autoridades de la lengua se incluyen los más ilustres representantes de la literatura en castellano, sobre todo del Siglo de Oro, entre otros: Mateo Alemán, Santa Teresa de Jesús, Diego de Saavedra Fajardo, Estebanillo González, Salvador Jacinto Polo de Medina, Francisco de Quevedo (sobre la recepción de Quevedo en la primera obra académica, véase Álvarez de Miranda, 2004), Luis de Góngora, el Inca Garcilaso de la Vega, Vicente Espinel, Juan de Mena, Fray Luis de León, Antonio de Nebrija, Pedro Calderón de la Barca, Juan Eusebio Nieremberg, Juan de Mariana, Miguel de Cervantes, Lope de Vega o La pícara Justina (sobre la presencia de La pícara en Autoridades, acúdase a Prieto García-Seco, 2015). Muchos autores más son mencionados, porque los redactores de Autoridades quisieron mostrar la variedad y riqueza del idioma. No obstante, también existen notables ausencias en el primer fruto lexicográfico de la Corporación madrileña, como sucede con el dramaturgo mercedario Tirso de Molina, cuya obra, sorprendentemente, tan solo se cita, según el estudio de Prieto García-Seco (2014: 32-38), en ocho artículos. 
El Diccionario de autoridades salió a la luz en sucesivas etapas entre los años 1726 y 1739, tras un exhaustivo proceso de creación y redacción conjunta de todos sus artículos. Consta de 6 volúmenes (véase más abajo el enlace de acceso a cada uno de ellos):
- Tomo primero (1726): Real Academia Española. Diccionario de la lengua castellana, en que se explica el verdadero sentido de las voces, su naturaleza y calidad, con las phrases o modos de hablar, los proverbios o refranes, y otras cosas convenientes al uso de la lengua [...] Compuesto por la Real Academia Española. Tomo primero. Que contiene las letras A.B. Madrid. Imprenta de Francisco del Hierro. 1726.
- Tomo segundo (1729): contiene la letra C. — Imprenta de Francisco del Hierro.
- Tomo tercero (1732): contiene las letras D–F. — Imprenta de la Real Academia Española por la viuda de Francisco del Hierro.
- Tomo cuarto (1734): contiene las letras G–N. — Imprenta de la Real Academia Española, por los herederos de Francisco del Hierro.
- Tomo quinto (1737): contiene las letras O–R. — Imprenta de la Real Academia Española, por los herederos de Francisco del Hierro.
- Tomo sexto (1739): contiene las letras S–Z. — Imprenta de la Real Academia Española, por los herederos de Francisco del Hierro.

## Gramática, morfología y sintaxis
El diccionario, que se basaba en la doctrina ya expuesta por Antonio Nebrija, no puede servir como una gramática en sí, pero ofrece ejemplos de muchos elementos teóricos de la lengua. Es una gramática bastante simple. Es evidente en la inclusión en el diccionario del arte de la gramática, que está orientada a la enseñanza, y el libro Ideas gramaticales en el Diccionario de autoridades describe también a la gramática como:

Instrumento clave para el conocimiento del léxico y la fijación ortográfica. Pero también, y aunque no suple la necesidad de un tratado gramatical, puede servir de guía elemental para la comprensión de los conceptos básicos de la gramática.

Como la meta del diccionario era incluir el mayor número de palabras posibles, ponía muchas palabras que no eran de uso común y aparecen anotadas como términos gramaticales o científicos, etc. Cada artículo sigue la misma fórmula, y tiene la misma información gramatical:
1. Caracterización gramatical (singular, plural, masculino, femenino).
2. Caracterización de la palabra (nombre, adjetivo, verbo, etc).
3. Definición.
4. Información sobre el origen o la equivalencia clásica de la palabra (usualmente viene del latín).
5. Ejemplo de la autoridad que justifica su uso, y lo explica.

A veces falta uno o dos de esos criterios, como la caracterización de la palabra o la autoridad más frecuentemente. Como la gramática se consideraba “arte” durante este tiempo, las definiciones de las palabras generalmente son minuciosas y muy metódicas y también reflejan bien el estado de la lengua en el momento particular. Tiene definiciones muy vagas de las partes de la oración, por ejemplo, el nombre “es la primera parte de la Oración”, en cuanto al verbo “es una de las partes de la oración” y también quedan fuera muchas otras partes, como la conjunción y el pronombre.
Uno de los rasgos más importantes de la gramática de ese diccionario es la superimposición de la gramática latina a la española. Es decir, la base teórica de la gramática viene del latín, y la pragmática viene del castellano; era un gran problema en la estandarización del español en general, porque como suele decirse, la gramática es algo “común a todas las lenguas, pero particular a cada una”.

## Fonética, fonología y ortografía
La publicación del diccionario empezó la reforma ortográfica y normativización en la lengua castellana del tiempo. El criterio ortográfico que va a imponer la Academia en un principio será el etimológico, es decir, tiene en cuenta la lengua de origen de la palabra castellana (generalmente, el latín) para fijar su escritura, así se restituyen, por ejemplo, los grupos cultos latinos como –ct– y desde entonces escribimos «doctor» y no «dotor», como era lo habitual en el Renacimiento, y también muchas palabras griegas también mantienen ‘th’, ‘ch’ y ‘ph’ del sistema griego, como se ve en la palabra ‘orthographia’. El diccionario introducía algunos cambios en la ortografía, además de fijar elementos de la fonética y fonología de la lengua. Los acentos sirven para distinguir entre homónimos y para indicar énfasis en las palabras. Los redactores fijaron las grafemas de ‘u’ y ‘v’, usando ‘u’ solamente para representar el sonido /u/ y ‘v’ sólo para /b/. Ya no usaban ‘ç’, prefiriendo los grafemas ‘c’ y ‘z’ (dependiente del ámbito fonológico) y finalmente muestra una gran reducción en la distinción entre ‘s’ y ‘ss’, que antes eran distintas. Esos cambios causaban una falta de correspondencia única entre fonema y grafema, dejando que algunos sonidos sean representados por una de dos letras diferentes, dependiendo del ámbito dentro de la palabra, ambos ‘c’ y ‘z’ representan /θ/, cuando ‘g’ y ‘j’ significan el sonido /x/ y ‘b’ y ‘v’ son /b/. Esas reglas de alternancia en la ortografía eran fijadas en este tiempo y se ven los primeros indicios de eso primeramente en el Diccionario de autoridades. La normativización que sustenta su trabajo verá la luz, como obra completa, en forma de la Orthographía española, de 1741, y muchos de los criterios fijados en aquellos años siguen vigentes hoy en día.

## Algunos inconvenientes
Uno de los elementos más problemáticos era que la gramática del diccionario fue excesivamente basada en el latín. Los redactores intentaban ser muy descriptivos en su análisis de la lengua, pero, a veces, no lo son, por describir la lengua como querían que fuese, en lugar de describir el habla y el estado actual de la lengua que estaba siendo “corrompida” según su criterio.[cita requerida]
Había falta de coordinación entre los redactores. Esa falta de coordinación causa, en muchos casos, una falta de unidad en los artículos.[cita requerida]
Se ve también la gran influencia de la religión de todos los españoles en su redacción. Por ejemplo, la definición de la palabra “hombre”, junto con las autoridades que ejemplifican el uso, que viene en la página 168 del tomo IV:

Animal racional, cuya estructura es recta, con dos pies y dos brazos, mirando siempre al Cielo. Es sociable, próvido, sagáz, memorioso, lleno de razón y de conséjo. Es obra que Dios hizo por sus manos à su imagen y semejanza. Viene del Latino Homo, que significa esto mismo: y aunque el verdadero significado desta voz comprehende hombre y muger, en Castellano se toma regularmente por el varón. En lo antiguo se decía Home. FRAY LUIS DE GRANADA, Symbolo de la Fé, parte 1. capítulo 31. La Divina Providencia levantó los hombres de la tierra, y los hizo altos y derechos, para que mirando al Cielo viniessen en conocimiento de Dios. COSME GOMEZ DE TEJADA, Leon Prodigioso, parte 1. Apologo 22. El hombre es un compuesto physico de cuerpo y alma racionál.